# Svanelunden
57°27′18.89″N 9°59′1.77″Ø / 57.4552472°N 9.9838250°Ø
Svanelunden er en folkepark i Hjørring og ét af byens største parkanlæg, anlagt i 1878 på initiativ af Jørgen H. Nielsen.
Svanelunden har siden sin opførelse været et yndet udflugtssted for både børn og voksne. I gammel tid var der opført et traktørsted i parken, og der ligger fortsat en restaurant på stedet.
I parken ligger der en friluftscene, der bliver benyttet ved særlige lejligheder; blandt andet ved det årlige Sankt Hans-arrangement, med bål på søen.